# Košarka na Poletnih olimpijskih igrah 2016
Košarka na Poletnih olimpijskih igrah 2016. Tekmovanje bo potekalo v kategoriji moških in kategoriji žensk.

## Sodelujoče države

### Moški
- Brazilija (gostitelj)
- ZDA

### Ženske
- Brazilija (gostitelj)